# بروتين سنترومير ب
بروتين السنترومير ب Centromere protein B المعروف أيضًا باسم المستضد الذاتي السنترومير الرئيسي ب هو بروتين مستضد ذاتي موجود في نواة الخلية . في البشر، يتم تشفير بروتين السنترومير ب بواسطة جين CENPB.   

## وظيفته
بروتين السنترومير B هو بروتين محفوظ يسهـّل تكوين السنترومير . وهو بروتين مرتبط بالحمض النووي مشتق من الترانسبوزات من عائلة البوجو DNA الناقلة. يحتوي على نموذج ربط DNA حلزوني حلقي عند الطرف-N ومجال ديميريزيشن عند الطرف-C. يتعرف مجال ربط الحمض النووي ويربط تسلسل مكون من 17 زوج قاعدي (صندوق CENP-B) في ساتل ألفا المركزي للدنا. يُقترح أن يلعب هذا البروتين دورًا مهمًا في تجميع هياكل سنترومير محددة في نوى الطور البيني وعلى الكروموسومات الانقسامية. ويعتبر أيضًا مستضدًا ذاتيًا رئيسيًا للسنترومير يتم التعرف عليه بواسطة الأمصال من المرضى الذين لديهم أجسام مضادة للسنترومير.

## الأهمية السريرية
يعد بروتين سنترومير B علامة حيوية محتملة لسرطان الرئة ذو الخلايا الصغيرة. 

## أنظر أيضا
- قسيم مركزي
- كروماتيد
- قسيم طرفي

## روابط خارجية
- Centromere+protein+B في المكتبة الوطنية الأمريكية للطب نظام فهرسة المواضيع الطبية (MeSH).

قالب:Chromosome geneticsتتضمن هذه المقالة نصوصًا مترجمة من نصوص منقولة من المكتبة الوطنية الأمريكية للطب، والتي تعد ملكية عامة.